# Konkordieboken
Konkordieboken (lat. Conco'rdia pia, "den fromma endräkten") är en beteckning för de lutherska bekännelseskrifterna och utgavs 1580. Den delas av de flesta lutherska kyrkor, bland andra Svenska kyrkan. I Danmark antogs den däremot inte.
Konkordieboken utgörs av samlingen av den lutherska kyrkans bekännelseskrifter, nämligen dels de för alla kristna kyrkor gemensamma så kallade ekumeniska symbola (apostoliska, nicænska och athanasianska trosbekännelserna), dels följande fem för lutherska kyrkan särskilt gällande: den oförändrade Augsburgska bekännelsen, dess apologi (en försvarsskrift), Schmalkaldiska artiklarna, Philipp Melanchthons traktat Om påvens makt och överhöghet, Martin Luthers katekeser och Konkordieformeln.

## Innehåll
- Förord av 1579
- De tre ekumeniska trosbekännelserna
  - Apostoliska trosbekännelsen
  - Den nicenska trosbekännelsen
  - Den athanasianska trosbekännelsen
- Augsburgska bekännelsen av 1530
- Augsburgska bekännelsens apologi av 1531 (av Philipp Melanchthon)
- Schmalkaldiska artiklarna av Martin Luther från 1537
- Om påvens makt och överhöghet från 1537 (av Philipp Melanchthon)
- Martin Luthers lilla katekes från 1529
- Martin Luthers stora katekes från 1529
- Konkordieformeln från år 1577.

## Historik
Konkordieboken utkom först på tyska i Dresden 25 juni 1580 med anledning av 50-årsdagen av augsburgiska bekännelsens framlämnande på riksdagen i Augsburg och på latin 1584. Därefter gavs flera upplagor ut på tyska, på latin och på bägge språken. Den sista tysk-latinska upplagan är ombesörjd av J. T. Müller (Die symbolischen Bücher der evangelisch-lutherischen Kirche, 8:e uppl. 1898).
Konkordieboken, varmed symbolbildningen i lutherska kyrkan avslutades och ortodoxin inleddes, erkändes av de flesta lutherska länder. På flera håll rönte den dock motstånd. Så blev den inte antagen i Danmark, Hessen och Pommern samt Nürnberg m.fl. städer.

## Konkordieboken i Sverige
I Sverige blev den, för så vitt det är bekant, ännu på Uppsala möte 1593 icke ens ifrågasatt till antagande. Detta förhållande kan synas rätt påfallande i betraktande av det nit, som 1593 års män lade i dagen, då det gällde att gentemot hertig Karls befarade tycke för kalvinism hävda sträng luthersk åskådning. Förhållandet torde dock, åtminstone delvis, finna sin förklaring i det inflytande, som professorn i Rostock David Chytraeus, av en mera försonlig och mild läggning, utövat på de ledande männen vid mötet, vilka till stor del erhållit sin teologiska utbildning vid det universitet, där Chytraeus verkade. Som bekännelseskrifter för svenska kyrkan nämns i Uppsala mötes beslut endast de tre allmänna symbolerna samt den oförändrade augsburgiska bekännelsen.
Frågan om konkordiebokens antagande väcktes i Sverige först vid riksdagen i Norrköping 1611, då ständerna begärde, att Gustav II Adolf vid sin kröning "riksens ständer på samma konkordiebok nådeligen ville försäkra", en begäran, som dock ej uppfylldes.
I förordet till 1614 års kyrkohandbok heter det dock, att Guds ords summa finns i Augsburgska bekännelsen och att den är förklarad i Konkordieboken.
Alltifrån den tiden försökte prästerskapet få dess auktoritet officiellt erkänd som ett värn mot kalvinism och synkretism. Då regeringen icke visade sig villig att uppfylla det andliga ståndets önskningar, förband sig prästerna sinsemellan vid riksdagen 1647 att hålla "librum concordiæ" för vår rätta religions regel och kännemärke och den oförändrade augsburgiska bekännelsens ytterligare förklaring". Med anledning av de båda biskoparna Johannes Matthiæ Gothus' och Johannes Elai Terserus' synkretistiska strävanden föreskrev förmyndarregeringen genom plakatet av 14 augusti 1663 att vid uttolkningen av bekännelseskrifterna skulle man hålla sig till Konkordieboken. Religionsplakatet av år 1663 blev lag följande år genom riksdagens beslut.
Med 1686 års kyrkolag lades så Konkordieboken slutligen till de övriga bekännelseskrifterna. I prästeden upptogs den emellertid först 1773 (den utgick därifrån åter 1829).
I den nya regeringsformen 1809 omnämndes den emellertid inte, och för att häva den bristande överensstämmelsen emellan kyrkolagen och regeringsformen föreslog riksdagen 1889 att omnämnandet av Konkordieboken i den förstnämnda skulle strykas, vilket dock avvisades av 1893 års kyrkomöte. 
I samband med att den gamla kyrkolagen ersattes av 1992 års kyrkolag behölls de äldre formuleringarna om Svenska kyrkans lära, och så är fallet också i den nu gällande kyrkoordningen (se Svenska kyrkans grundläggande dokument).
Från bekännelsetroget håll har kritik riktats mot vad man uppfattar som Svenska kyrkans fria förhållningssätt till Konkordieboken under 1900-talet.

### Översättningar avConcordia Pia
Den första svenska upplagan av Konkordieboken utgavs med officiell sanktion år 1730 av den tyske kyrkoherden i Norrköping Reinerus Broocman. Denna innehöll både Confessio fídei och Liber concordiæ utom Melanchthons, mot Gregorius VII:s Dictatus papæ (1073) riktade Tractatus de potestate et primatu papæ (1537). 1730 års utgåva kom till på riksrådets initiativ och riktade sig mot den spenerska och dippelska pietismen som sågs som villolärande både av Svenska kyrkan och av de av kalvinismen inspirerade kretsarna inom adel och borgerskap (de ”tyska” församlingarna).
I 1800-talets ”återupptäckt” av konfessionell medvetenhet, blev Konkordieboken program och symbol för 1800-talets nya ”högkyrkliga” pietister i Schlesien (”Alt Lutherisch”) i deras kamp mot den absolutistiska Berlin-regeringens religiösa förtryck, bland annat i form av den kalvinistiska nattvardsordningen 1830 (Agendan). I Sverige gjorde bland andra Peter Fjellstedt (1854) och Gottfrid Billing (Den Lutherska kyrkans bekännelseskrifter 1895) nya versioner efter Concordia pia. 1912 bröt Oscar Bensow med Broocmans text och introducerade i sin utgåva begreppet ”Svenska kyrkans bekännelseskrifter”.
Det tyska Lutherjubileets ”vetenskapliga” utgåva Die Bekenntnisschriften der Evangelisch-Lutherischen Kirche översattes av Ruben Josefson, professorerna Hjalmar Lindroth, Sigfrid von Engeström och docent Gustaf Ljunggren, alla kända dåtida Uppsala-teologer, och gavs ut av Samfundet Pro Fide et Christianismo under titeln Svenska kyrkans bekännelseskrifter.

### Textvarianter, jämförelse
Skillnaderna mellan 1500-talsutgåvorna och 1900-talets Svenska kyrkans bekännelseskrifter framgår av första raderna ur Augsburgska bekännelsens femte artikel:
| ”                                          | V. De ministerio ecclesiastico Ut hanc fidem consequamur, institutum est ministerium docendi evangelii et porrigendi sacramenta. Nam per verbum et sacramenta tamquam per instrumenta donatur spiritus sanctus, qui fidem efficit, ubi et quando visum est Deo, in his, qui audiunt evangelium, scilicet ... | „ |
| – 1530, den latinska texten (Melanchthon?) | |   |

| ”                                                   | V. Vom Predigtamt Solchen Glauben zu erlangen, hat Gott das Predigtamt eingesetzt, Evangelium und Sakrament geben, dadurch er als durch Mittel den heilgen Geist gibt, welcher den Glauben, wo und wenn er will, in denen, so das Evangelium hören, wirket, welches da lehret, ... | „ |
| – 1530, den tyska texten av Dr Phillipp Melanchthon | |   |

| ”                                                                          | Then femte artikel. Om Troona och Predicoämbetet. At wij thenna Troo måtte bekomma, är Predicoämbetet instichtat, genom hwilket Euangelium förkunnas, och Sacramenten uthdelas. Ty genom Ordet och Sacramenten, såsom genom Instrument och Medhel giffs then helga Anda, Som Troona werckar, … | „ |
| – 1593, Uppsala mötes, i Svenska kyrkan gällande, version, efter den tyska | |   |

| ” | V. Om predikoämbetet För att vi skola få denna tro, har evangelieförkunnelsens och sakramentsförvaltningens ämbete inrättats. Ty genom Ordet och sakramenten såsom genom medel skänkes den helige Ande, vilken hos dem som höra evangelium, frambringar tron … | „ |
| – 1944, Samfundet Pro Fide et Christianismos översättning efter 1930 års tyska utgåva efter den latinska texten | |   |